# Hrvatska nogometna liga – Sjever 1984./85.
Hrvatska nogometna liga – Sjever (također i kao Hrvatska republička nogometna liga – Sjever, Hrvatska regionalna liga - Sjever)) je bila jedna od četiri skupine Hrvatske nogometne lige u sezoni 1984./85., te je predstavljala ligu trećeg ranga natjecanja nogometnog prvenstva Jugoslavije. 

Sudjelovalo je 14 klubova, a prvak je bio "Zagreb". 

## Ljestvica
| mj. | klub                         | ut. | pob. | ner. | por. | gol+ | gol- | bod |
| --- | ---------------------------- | --- | ---- | ---- | ---- | ---- | ---- | --- |
| 1.  | Zagreb                       | 26  | 16   | 5    | 5    | 62   | 20   | 37  |
| 2.  | VIKO Omladinac Novo Selo Rok | 26  | 15   | 6    | 5    | 49   | 33   | 36  |
| 3.  | Varteks Varaždin             | 26  | 16   | 2    | 8    | 48   | 29   | 34  |
| 4.  | Mladost Petrinja             | 26  | 11   | 9    | 6    | 46   | 34   | 31  |
| 5.  | Segesta Sisak                | 26  | 13   | 3    | 10   | 37   | 43   | 29  |
| 6.  | MTČ-Sloga Čakovec            | 26  | 11   | 5    | 10   | 37   | 37   | 27  |
| 7.  | Radnik Velika Gorica         | 26  | 7    | 12   | 7    | 32   | 34   | 26  |
| 8.  | Jugokeramika Zaprešić        | 26  | 9    | 6    | 11   | 39   | 39   | 24  |
| 9.  | Metalac Sisak                | 26  | 8    | 7    | 11   | 41   | 46   | 23  |
| 10. | BSK Česma Bjelovar           | 26  | 8    | 6    | 12   | 28   | 36   | 22  |
| 11. | Karlovac                     | 26  | 8    | 5    | 13   | 32   | 35   | 21  |
| 12. | Lokomotiva Zagreb            | 26  | 6    | 9    | 11   | 24   | 38   | 21  |
| 13. | Slaven Koprivnica            | 26  | 6    | 6    | 14   | 24   | 50   | 18  |
| 14. | Trnje Trnovec                | 26  | 5    | 5    | 16   | 30   | 55   | 15  |

## Rezultatska križaljka
| kratica | klub                         | BSKČ | JUG | KAR | LOK | MET | MLA | MTČS | RAD | SEG | SLA | TRNJ | VAR | VIOM | ZAG |
| --- | ---------------------------- | ---- | --- | --- | --- | --- | --- | ---- | --- | --- | --- | ---- | --- | ---- | --- |
| BSKČ | BSK Česma Bjelovar           |      |     |     |     |     |     |      |     | 2:0 |     |      |     |      |     |
| JUG | Jugokeramika Zaprešić        |      |     |     |     |     |     |      |     | 4:0 |     |      |     |      |     |
| KAR | Karlovac                     |      |     |     |     |     |     |      |     | 3:0 |     |      |     |      |     |
| LOK | Lokomotiva Zagreb            |      |     |     |     |     |     |      |     | 0:4 |     |      |     |      |     |
| MET | Metalac Sisak                |      |     |     |     |     |     |      |     | 1:2 |     |      |     |      |     |
| MLA | Mladost Petrinja             |      |     |     |     |     |     |      |     | 2:1 |     |      |     |      |     |
| MTČS | MTČ-Sloga Čakovec            |      |     |     |     |     |     |      |     | 3:0 |     |      |     |      |     |
| RAD | Radnik Velika Gorica         |      |     |     |     |     |     |      |     | 0:2 |     |      |     |      |     |
| SEG | Segesta Sisak                | 1:0  | 3:1 | 0:0 | 4:2 | 0:3 | 1:4 | 1:0  | 1:0 |     | 3:2 | 1:1  | 2:1 | 3:0  | 1:0 |
| SLA | Slaven Koprivnica            |      |     |     |     |     |     |      |     | 1:1 |     |      |     |      |     |
| TRNJ | Trnje Trnovec                |      |     |     |     |     |     |      |     | 1:2 |     |      |     |      |     |
| VAR | Varteks Varaždin             |      |     |     |     |     |     |      |     | 3:0 |     |      |     |      |     |
| VIOM | VIKO Omladinac Novo Selo Rok |      |     |     |     |     |     |      |     | 5:2 |     |      |     |      |     |
| ZAG | Zagreb                       |      |     |     |     |     |     |      |     | 4:2 |     |      |     |      |     |
| |                              |      |     |     |     |     |     |      |     |     |     |      |     |      |     |
| podebljan rezultat - utakmice od 1. do 13. kola (1. utakmica između klubova) rezultat normalne debljine - utakmice od 14. do 26. kola (2. utakmica između klubova) rezultat nakošen - nije vidljiv redoslijed odigravanja međusobnih utakmica iz dostupnih izvora rezultat nakošen i smanjen * - iz dostupnih izvora nije uočljiv domaćin susreta prekrižen rezultat - poništena ili brisana utakmica p - utakmica prekinuta 3:0 p.f. / 0:3 p.f. - rezultat 3:0 bez borbe |                              |      |     |     |     |     |     |      |     |     |     |      |     |      |     |

Izvori: 